# Punnany Massif
A Punnany Massif 2003-ban alapított magyar funkzenekar. Műfaja önmeghatározása szerint társadalom-funk.

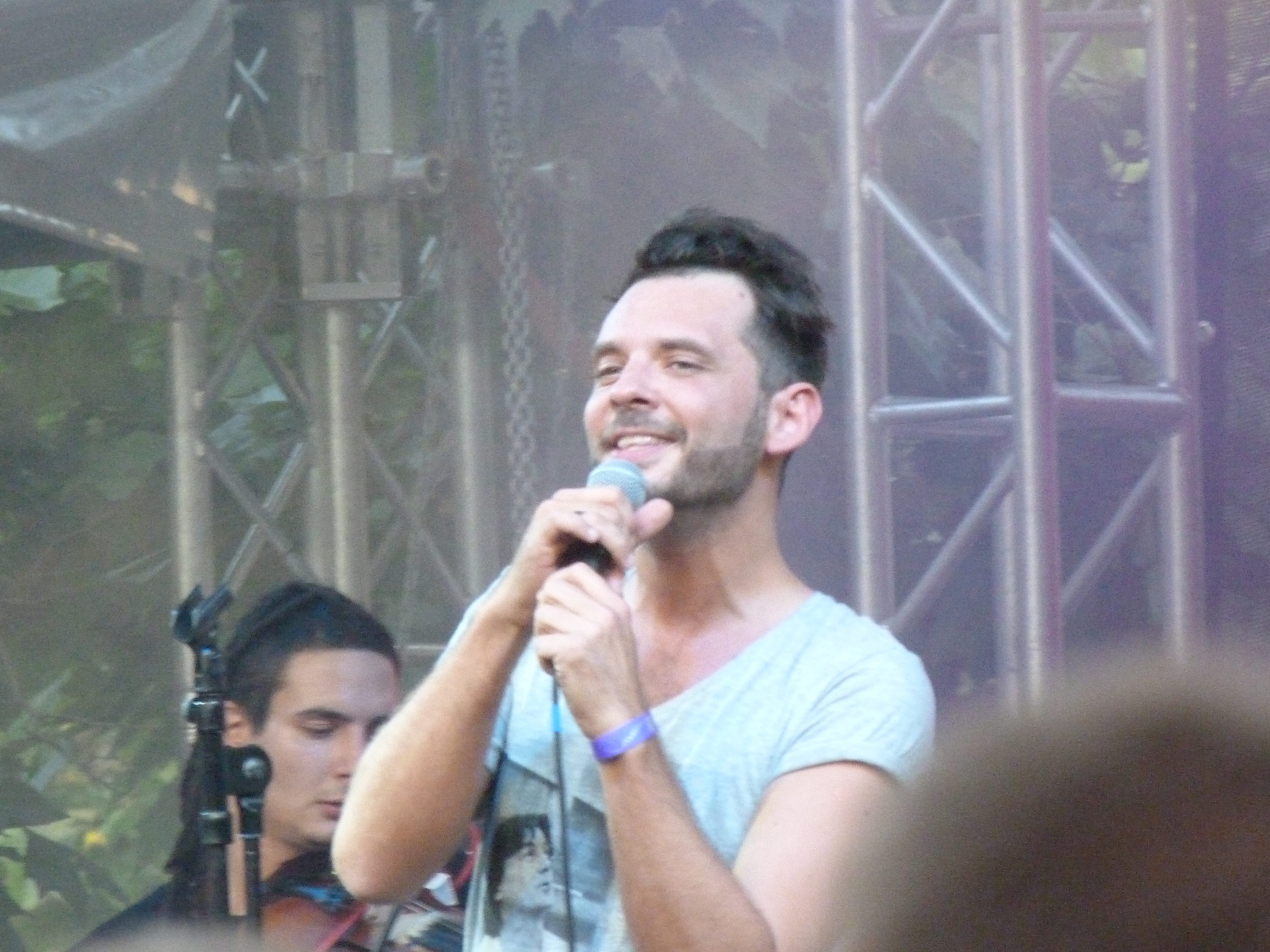
Felcser Máté (Rendben Man) @ Belvárosi Fesztivál – 2013

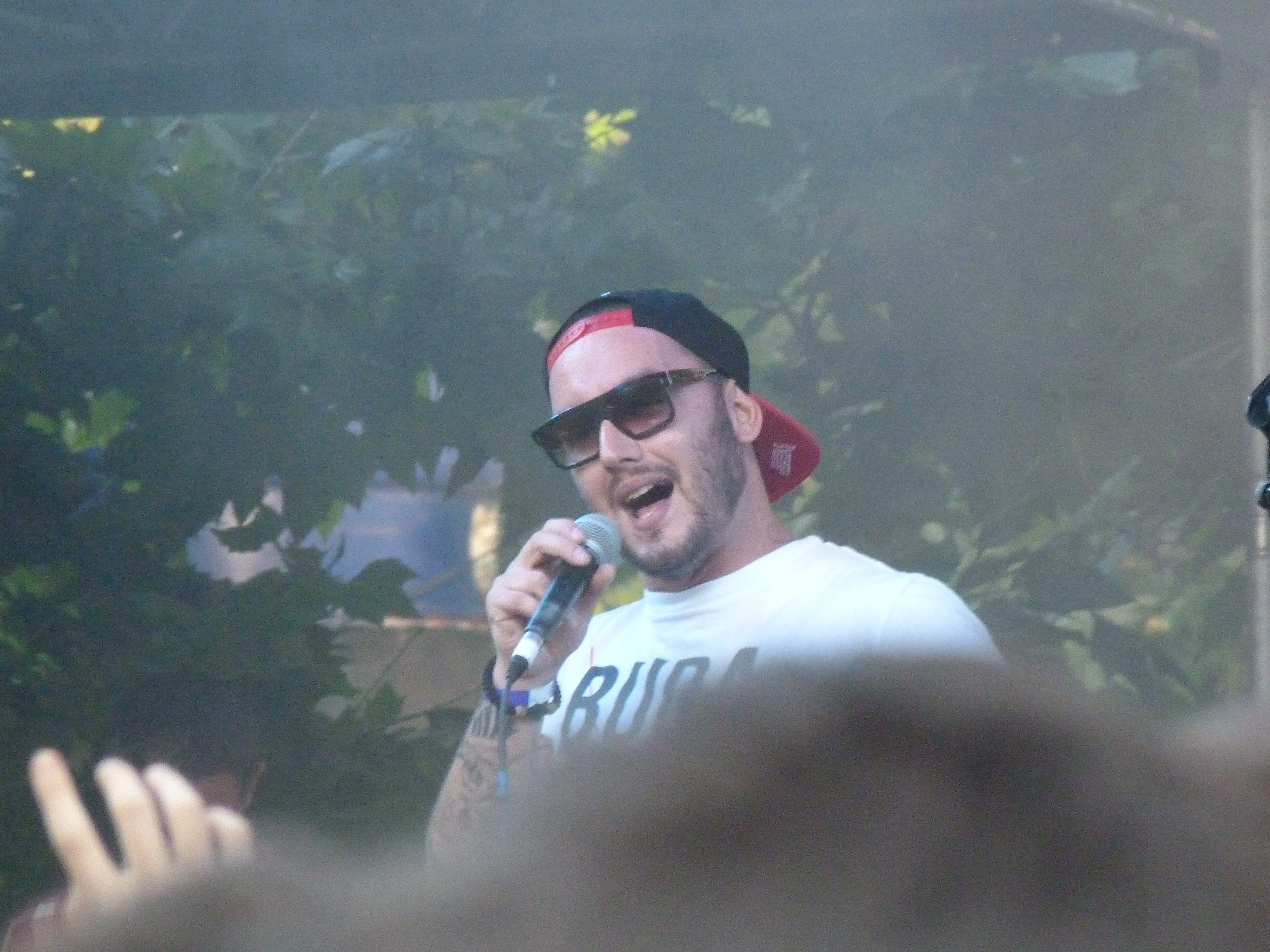
Farkas Roland (Wolfie) @ Belvárosi Fesztivál – 2013

## Története
A két alapító tag, Felcser Máté és Farkas Roland 1994-ben találkozott először. A zenekar megalakulása előtt a Kész Face partisorozat, és ugyanezen a néven futó rádióműsor házigazdái és előadói voltak. 2003-ban FankaDeli megkeresésére készült volna egy közös szám "Wolfie"-val a Minden kincsem című Fankadeli lemezre, majd ezt követően egy egész szólólemez. Két hónapos közös munka után FankaDelivel megszakadt a munkakapcsolat, de közben kiderült, hogy "RendbenMan"-nel annyira jól tudnak együtt dolgozni, hogy ketten megalapították a Punnany Massifot.
Első lemezük 2006-ban jelent meg, Körkorkép címmel, amely 17 számot tartalmazott. A lemez készítésekor a céljuk az volt, hogy a mai magyar ember hétköznapjait mutassák be, a saját aspektusukból. 2009-ben jelent meg az együttes következő száma Hanyag elegancia címmel a Stíluspakk több előadós válogatás lemezen. 2010-ben a második albumuk, a Shen Kick megjelenését egy pécsi és egy budapesti lemezbemutatóval ünnepelte az együttes. Az új lemez szép számú neves közreműködőt vonultatott fel Takáts Eszter és a Gumizsuzsi zenekar, Beck Zoli (30Y), a magyar beatbox-bajnok Defa és Gál Máté operaénekes személyében.

## Tagjai
Jelenlegi tagok (2021)
- Felcser  Máté – rap, ének
- Farkas Roland – rap
- Meszes Balázs – ének, fütty, kazoo
- Dr. Iványi  Szabolcs – gitár
- Pető Szabolcs – gitár, ének
- Bolbach Gábor – billentyűs hangszerek
- Lipics Gergő – hegedű
- Heilig Tamás – basszusgitár
- Jancsovics Máté – dob

Korábbi tagok
- Czimerman Csaba – dob
- Szekeres Norbert – trombita
- Piszkár Bálint – lemezjátszó, sampler
- Fekete Zsigmond – lemezjátszó
- Harmati Balázs – lemezjátszó
- Zentai Péter – dob
- Kerekes Balázs – basszusgitár
- Reiner Ágoston – gitár
- Kerekes Kornél – nagybőgő

Vizuál crew tagok
- Susan Kosti (Koszti Zsuzsó)
- Kati Katona

## Diszkográfia

### Albumok
| Év   | Cím       | Album részletei | Legmagasabb helyezés                   |
| Év   | Cím       | Album részletei | MAHASZ Top 40 album- és válogatáslemez |
| ---- | --------- | --------------- | -------------------------------------- |
| 2006 | Körkorkép | - Stúdióalbum   | -                                      |
| 2010 | Shen Kick | - Stúdióalbum   | 6                                      |
| 2011 | Sun Kick  | - Középlemez    | 23                                     |
| 2013 | Fel #1    | - Középlemez    | 33                                     |
| 2016 | Fel #2    | - Középlemez    | TBA                                    |
| 2018 | PMXV      | - Stúdiólemez   | 1                                      |
| 2023 | Fel Nem   | - Stúdiólemez   |                                        |

Demólemez
- Mai Napló (2005)

### Kislemezek
| Év   | Dal                     | Legmagasabb helyezés  | Legmagasabb helyezés | Album   |
| Év   | Dal                     | Single (track) Top 40 | Stream Top 40        | Album   |
| ---- | ----------------------- | --------------------- | -------------------- | ------- |
| 2009 | "Telik"                 | -                     | -                    | N/A     |
| 2011 | "Van esély"             |                       |                      |         |
| 2013 | "Szabadon (Na-Na-Na)"   | 40                    | -                    | Fel #1  |
| 2014 | "Hétköznapi Hősök"      | 1                     | 2                    | Fel #2  |
| 2015 | "Részletek"             | -                     | -                    | Fel #2  |
| 2015 | "Utolsó Tánc"           | 5                     | -                    | Fel #2  |
| 2017 | "Ami Volt Az Majd Lesz! |                       |                      |         |
| 2019 | "Láv"                   |                       |                      |         |
| 2019 | "Tovább"                |                       |                      |         |
| 2019 | "APP/OS"                |                       |                      |         |
| 2021 | "TOKIIIOOOOO"           |                       |                      |         |
| 2021 | "Nem Olyan Nap"         |                       |                      |         |
| 2022 | "Gondolkodós"           |                       |                      |         |
| 2022 | "Elnézést kívánok"      |                       |                      | Fel Nem |

### Videóklipek
| Cím                                              | Év   | Rendező(k)                                      |
| ------------------------------------------------ | ---- | ----------------------------------------------- |
| "Telik"                                          | 2009 | Kompanyrec                                      |
| "Hétvégre"                                       | 2010 | Kompanyrec                                      |
| "Nincsen Zsé"                                    | 2010 | Kocsis Csaba                                    |
| "Pécs Aktuál X"                                  | 2011 | Soltész Péter                                   |
| "Élvezd"                                         | 2012 | N/A                                             |
| "Mosoly" (Mary PopKids featuring Punnany Massif) | 2012 | Studio-X                                        |
| "Kopoggyá"                                       | 2012 | Soltész Péter                                   |
| "Szabadon (Na-Na-Na)"                            | 2013 |                                                 |
| "Engedd El"                                      | 2013 | Ráday Péter                                     |
| "Hétköznapi Hősök"                               | 2014 | Pallag Péter                                    |
| "Részletek"                                      | 2015 | Szimler Bálint                                  |
| "Utolsó Tánc"                                    | 2015 | Susan Kosti (Koszti Zsuzso) & Kocsis Bence      |
| "Vendéglátós"                                    | 2015 | Sébastien Praznoczy                             |
| "Változások"                                     | 2016 | Pamuki Krisztián, Székács Dániel, Soltész Péter |
| " Nem szerelem"                                  | 2016 | Soltész Péter                                   |
| "Láv"                                            | 2019 | Veres Balázs                                    |
| "TOKIIIOOOOO"                                    | 2021 | Miki357                                         |
| "Elnézést kívánok"                               | 2022 |                                                 |
| "Szép"                                           | 2023 |                                                 |

## Díjak
- hiphop.hu: 2009 (Az Év Dala: Telik)
- zene.hu: 2011 (Az Év Videóklipje: Pécs Aktuál X)
- Zöld Pardon Zenész Piknik: 2012 (Az Év Dala: Élvezd; A Legjobb Dalszöveg: Pécs Aktuál X)
- Made in Pécs díj: 2014 (az év nagykövete)
- Pro Communitate díj: 2015
- Silver Play Button díj: 2016

### VIVA Comet
| Év   | Jelölés                     | Díj               |
| ---- | --------------------------- | ----------------- |
| 2013 | "Mosoly" (Mary Popkids-zel) | Legjobb videóklip |

## Lásd még
- Könnyűzene Pécsen

## További információ
- http://www.punnanymassif.hu
- https://www.myspace.com/punnanymassif
- http://www.last.fm/music/Punnany+Massif
- Punnany Massif idézetek
- Vendéglátós. Punnany Massif; fotó Pejkó Gergő, dalszövegek, kotta Felcser Máté és Farkas Roland; AM:PM Kft., Pécs, 2015